# Дане (Лошка Долина)
Дане (словен. Dane) је насељено место у општини Лошка Долина, Приморско-нотрањска регија, Словенија.

## Историја
До територијалне реорганизације у Словенији био је у саставу старе општине Церкница.

## Становништво
У попису становништва из 2011. године, Дане је имао 112 становника.
| Број становника према пописима | Број становника према пописима | Број становника према пописима |
| ------------------------------ | ------------------------------ | ------------------------------ |
| 1991                           | 2002                           | 2011                           |
| 110                            | 111                            | 112                            |

Напомена: Године 1986. смањен за део насеља који је проглашен за ново самостално насеље Кланце.

## Галерија
- табла на улазу
- засеок Шкриље
- римокатоличка црква "Свети Урбан" у засеоку Шкриље